# Phan Châu Trinh
Phan Châu Trinh hay Phan Chu Trinh (chữ Hán: 潘周楨; 1872 – 1926), hiệu là Tây Hồ (西湖), biệt hiệu Hy Mã (希瑪), tự là Tử Cán (子幹). Ông là nhà thơ, nhà văn, và là nhà hoạt động chính trị thời cận đại trong lịch sử Việt Nam.

## Thân thế

### Gia đình
Gia thế Phan Châu Trinh là một nhà vọng tộc trong huyện. Thân phụ là Phan Văn Bình là một võ quan giữ chức Quản cơ sơn phòng (trông coi công việc ở biên giới vùng núi), hưởng ứng phong trào Cần Vương do Trần Văn Dư và Nguyễn Duy Hiệu lãnh đạo, giữ chức chuyển vận sứ, phụ trách việc quân lương. Mẹ là Lê Thị Trung, con nhà danh tộc làng Phú Lâm (xã Tiên Sơn, huyện Tiên Phước, tỉnh Quảng Nam ngày nay), có đức hiền lành, hiểu biết khá nhiều về văn học Trung Quốc.
Ông Phan Văn Bình xuất thân từ một gia đình giàu có và hào hiệp, quê ở làng Tây Lộc thuộc huyện Hà Đông, sau đổi thành huyện Tiên Phước, phủ Tam Kỳ (nay thuộc xã Tam Lộc, huyện Phú Ninh, tỉnh Quảng Nam). “Ông thân sinh Phan Châu Trinh tên là Bình, học trò trường ba, quyền bá hộ, làm Quản cơ sơn phòng, tán tài kết khách, thanh gươm yên ngựa, có chí muốn lập công danh. Mẹ họ Lê, con nhà danh tộc làng Phú Lâm, có đức hiền lành...”
Vợ chồng ông Phan Văn Bình có 4 người con, 3 người con trai lớn và 1 người con gái út, trong đó Phan Châu Trinh là con thứ ba. Năm 1864, bà Lê Thị Trung mất, ông Bình đi bước nữa và có thêm 2 người con gái. Trong quan hệ họ hàng gia tộc, các anh em nội ngoại của ông Phan Văn Bình đều là những người có tiếng trong vùng về lòng yêu nước, thương dân và đã từng tham gia tích cực các phong trào Nghĩa hội, Duy tân, Đông du... như Lê Cơ, Lê Lượng, Lê Vĩnh Huy, Lê Triêm...
Theo tư liệu từ cuốn “Quảng Nam trong hành trình mở cõi và giữ nước” của Nguyễn Q.Thắng, ông Phan Văn Bình xuất thân từ học trò thi vào trường ba (tú tài), sau đó nhập ngũ vào năm 1884 và giữ chức Quản cơ sơn phòng Dương Yên, dưới quyền chỉ huy của sơn phòng Chánh sứ Trần Văn Dư.

### Thời thơ ấu
Phan Châu Trinh sinh ngày 9 tháng 9 năm 1872, người làng Tây Lộc, huyện Tiên Phước, phủ Tam Kỳ (nay thuộc xã Tam Lộc, huyện Phú Ninh), tỉnh Quảng Nam, hiệu là Tây Hồ, Hy Mã, tự là Tử Cán.
Mẹ của Phan Châu Trinh mất sớm vào năm ông lên 6 tuổi. Quê nhà bị quân Pháp đốt cháy trong cuộc trấn áp phong trào Cần vương, nên ông phải theo cha, được cha dạy chữ và dạy võ.
Năm 1886, quân Pháp và quân Nam Triều do Nguyễn Thân chỉ huy tấn công, đánh phá ác liệt các căn cứ hậu bị của nghĩa quân theo phong trào Nghĩa hội ở Trung Lộc, An Lâm, Dương Yên, Đại Đồng, Suối Đá... Sau thời gian cầm cự, lực lượng nghĩa binh dần dần tan rã do chênh lệch về lực lượng và vũ khí thô sơ không tương xứng. Thêm vào đó, lúc này các lãnh tụ ở địa phương có người nghi kỵ lẫn nhau nên không những không còn tin dùng như trước nữa mà còn tìm cách hãm hại nhau.
Riêng đối với Phan Văn Bình, lãnh tụ Nghĩa hội nghi ông là người “có nhị tâm” nên đã cho người sát hại năm 1887 sau các trận đánh ở Nà Lầu, Suối Đá. Theo thân nhân gia đình họ Phan ở Tây Lộc và theo cuốn Phong trào Duy Tân của nhà nghiên cứu Nguyễn Văn Xuân thì ông Phan Văn Bình bị cận vệ của Hường Hiệu chặn bắt tại khu vực cầu Mỹ Lý (nay thuộc xã Tam An, huyện Phú Ninh, tỉnh Quảng Nam) và bị sát hại sau đó vào ngày ngày 15 tháng 6 năm 1886...
Sau khi cha mất, Phan Châu Trinh trở về quê sống với anh là Phan Văn Cừ và tiếp tục đi học. Ông học giỏi, năm 27 tuổi, được tuyển vào trường tỉnh và học chung với Trần Quý Cáp, Huỳnh Thúc Kháng, Nguyễn Đình Hiến, Phan Quang và Phạm Liệu.
Nhà nghiên cứu Nguyễn Q.Thắng cho rằng, chính cái chết oan trái của thân phụ Phan Văn Bình mà sau này chí sĩ Phan Châu Trinh đã có cái nhìn sâu sắc, tường tận về nền quân chủ và dân chủ trong sinh hoạt chính trị - xã hội ở Việt Nam hồi đầu thế kỷ XX.

## Sự nghiệp
Khoa Canh Tý (1900), Phan Châu Trinh đỗ cử nhân thứ ba ở trường Thừa Thiên. Năm sau (1901), triều đình mở ân khoa, ông đỗ phó bảng, đồng khoa với tiến sĩ Ngô Đức Kế và phó bảng Nguyễn Sinh Sắc. Khoảng thời gian này, người anh cả mất nên ông về để tang, ở nhà dạy học đến năm Quý Mão (1903) thì được bổ làm Thừa biện Bộ Lễ.

### Vào Nam, ra Bắc, sang Nhật
Năm 1905 ông từ quan, rồi cùng với hai bạn học là Trần Quý Cáp và Huỳnh Thúc Kháng (cả hai đều mới đỗ tiến sĩ năm 1904 làm một cuộc Nam du, với mục đích xem xét dân tình, sĩ khí và tìm bạn đồng chí hướng. Đến Bình Định, gặp kỳ khảo hạch thường niên của tỉnh, ba ông lẩn vào các khóa sinh. Vào trường thi, Phan Châu Trinh làm một bài thơ, còn hai bạn thì làm chung một bài phú. Cả ba đều ký tên giả là Đào Mộng Giác. Nội dung bài không theo đầu đề, mà chỉ kêu gọi sĩ tử đang đắm đuối trong khoa trường và danh lợi, hãy tỉnh dậy lo giải phóng giống nòi khỏi cảnh lao khổ.
Các tỉnh quan Nam triều hoảng sợ, đem bài trình cho viên Công sứ Pháp, đồng thời ra lệnh truy tìm tác giả, nhưng ba ông đã rời khỏi Bình Định, tiếp tục đi vào các tỉnh phía Nam Trung Kỳ. Trên đường đi, ba ông lần lượt kết giao với Trương Gia Mô, Hồ Tá Bang, Nguyễn Hiệt Chi và hai con trai của danh sĩ Nguyễn Thông là Nguyễn Trọng Lội, Nguyễn Quý Anh.
Sau cuộc Nam du, Phan Châu Trinh ra Nghệ-Tĩnh, Thanh Hóa, Hà Nội để gặp gỡ và hội ý với các sĩ phu tiến bộ, rồi lên căn cứ Đề Thám quan sát tình hình, nhưng ông thấy phong trào này khó có thể tồn tại lâu dài.
Năm 1906 ông bí mật sang Quảng Đông (Trung Quốc) gặp Phan Bội Châu, trao đổi ý kiến rồi cùng sang Nhật Bản, tiếp xúc với nhiều nhà chính trị tại đây (trong số đó có Lương Khải Siêu) và xem xét công cuộc duy tân của xứ sở này. Ông viết:
| “ | Người nước ta thường tự xưng là đồng loại, đồng đạo, đồng văn với Nhật Bản, thấy họ tiến thì nức nở khen, chứ khi nào chịu xét vì sao họ được tiến như thế? Họ chỉ đóng tàu đúc súng mà được giàu mạnh hay họ còn trau dồi đạo đức, sửa đổi luân lý mới được như ngày nay? Tôi rất lấy làm lạ cho những người đã qua Nhật về, không đem cái hay cái tốt về cho dân nhờ mà chỉ làm giàu thêm tính nô lệ! Hay là người mình như kẻ đã hư phổi rồi cho nên một nơi có thanh khí như nước Nhật mà cũng không thở nổi chăng? Lấy lịch sử mà nói thì dân tộc Việt Nam không phải là không thông minh, thế thì vì lẽ nào ở dưới quyền bảo hộ hơn 60 năm nay mà vẫn còn mê mê muội muội bịt mắt vít tai không chịu xem xét không chịu học hỏi lấy cái hay cái khéo của người. | ” |

### Phát động phong trào
Trong số các sĩ phu đương thời và cả sau này, Phan Châu Trinh là người thấy rõ nhất những nhược điểm của con người và xã hội Việt Nam. Ông chủ trương phải thay đổi từ gốc rễ bằng cách nâng cao trình độ trí tuệ và đạo đức của người Việt, phát triển kinh tế - văn hóa, học những tư tưởng tiến bộ của Phương Tây,ông từ bỏ phong tục tập quán lạc hậu... Ông cho rằng Việt Nam phải phát triển kinh tế và giáo dục để tự lực tự cường, hội nhập vào thế giới văn minh rồi mới nên mưu cầu độc lập chứ không nên cầu viện ngoại bang dùng bạo lực để giành độc lập như chủ trương của Phan Bội Châu. Chỉ như vậy dân tộc Việt Nam mới có nền độc lập chân chính trong quan hệ với ngoại bang còn nhân dân được hưởng tự do trong quan hệ với nhà nước. Phan Châu Trinh viết "Nước ta từ ngày Pháp sang bảo hộ trên mấy mươi năm, người mình học Tây học chỉ làm được việc phiên dịch nói phô mà thôi, không có ai hấp thu được chỗ tinh túy, phăn tìm đến nơi màu nhiệm về mà đào tạo ra học trò để làm việc vẻ vang cho nòi giống. Trái lại, bụng không một hạt gạo mà nói chuyện thi thư, tay không nửa đồng mà tự xưng Khổng Mạnh. Có lẽ da thịt huyết tủy của người nước mình mấy ngàn năm nay đã bị cái hấp lực của huyết dẫn người Tàu chi phối hết cả, nên ngày nay đành làm nộm rối cho người Tàu mà không tự biết chăng? Không thế thì sao lửa đốt bên da mà không biết nóng, sét đánh ngang trán mà không biết sợ, thầy hay bạn giỏi ở một bên mà không biết gắng sức bắt chước bước theo. Thậm chí nữa trằn trọc tráo trở, một hai toan tìm một nước thứ ba nào yêu thương mình mà vui lòng làm tôi làm tớ". Để thực hiện chủ trương của mình, ông đã tổ chức phong trào Duy Tân và viết những bản kiến nghị gửi lên chính quyền thực dân Pháp tại Đông Dương đề nghị họ thực hiện cải cách.
Mùa hè năm 1906 Phan Châu Trinh về nước. Việc làm đầu tiên là gửi một bức chữ Hán (quen gọi là Đầu Pháp chính phủ thư) cho Toàn quyền Paul Beau vạch trần chế độ quân chủ chuyên chế thối nát, yêu cầu nhà cầm quyền Pháp phải thay đổi thái độ đối với sĩ dân nước Việt và sửa đổi chính sách cai trị để giúp người Việt từng bước tiến lên văn minh.
Sau đó, với phương châm "tự lực khai hóa" và tư tưởng dân quyền, Phan Châu Trinh cùng Huỳnh Thúc Kháng, Trần Quý Cáp đi khắp tỉnh Quảng Nam và các tỉnh lân cận để vận động cuộc duy tân. Khẩu hiệu của phong trào lúc bấy giờ là: Khai dân trí, chấn dân khí, hậu dân sinh. Phương thức hoạt động của phong trào là bất bạo động, công khai hoạt động nhằm khai hóa dân tộc, giáo dục ý thức công dân - tinh thần tự do, xây dựng cá nhân độc lập - tự chủ - có trách nhiệm với bản thân và xã hội, thay đổi tận gốc rễ nền văn hóa - tâm lý - tính cách - tư duy - tập quán của người Việt, phổ biến các giá trị của nền văn minh phương Tây như pháp quyền - dân quyền - nhân quyền - dân chủ - tự do - bình đẳng - bác ái, cải cách trên mọi lãnh vực. Phong trào thực hiện mục tiêu cải tạo con người và xã hội Việt Nam bằng cách khuyến khích cải cách giáo dục (bỏ lối học từ chương, xóa mù chữ bằng cách phát động phong trào học Quốc ngữ), mở mang công thương nghiệp, chấn hưng công nghệ, bỏ mê tín dị đoan, thay đổi tập quán (cắt tóc ngắn, cắt ngắn móng tay)...
Thời gian này, ông viết bài Tỉnh quốc hồn ca kêu gọi mọi người duy tân theo hướng khai minh và phát triển thực nghiệp như vừa lược kể.
Hưởng ứng, ở Quảng Nam và các tỉnh lân cận, nhiều trường học, thư xã, thương hội, hội nghề nghiệp,... lần lượt được lập ra.
Tháng 7 năm 1907 Phan Châu Trinh nhận lời mời ra Hà Nội tham gia diễn giảng mỗi tháng 2 kỳ ở Đông Kinh Nghĩa Thục.

### Bị giam lần thứ nhất
Tháng 3 năm 1908, phong trào chống sưu thuế Trung Kỳ nổ ra, và bị triều Nguyễn và chính phủ bảo hộ Pháp đàn áp dữ dội. Phan Châu Trinh cùng nhiều thành viên trong phong trào Duy Tân bị nhà cầm quyền buộc tội đã khởi xướng phong trào chống thuế nên đều bị bắt.
Phan Châu Trinh bị bắt ở Hà Nội, giải về Huế. Tòa Khâm sứ Huế và Nam triều đều muốn khép ông vào tội chết. Nhưng nhờ sự can thiệp của những người Pháp có thiện chí và những đại diện của Hội Nhân quyền tại Hà Nội, họ buộc lòng phải kết ông án "trảm giam hậu, lưu tam thiên lý, ngộ xá bất nguyên" (nghĩa là tội chém nhưng chỉ giam lại, đày xa ba ngàn dặm, gặp ân xá cũng không cho về), rồi đày đi Côn Đảo ngày 4 tháng 4 năm 1908.
Nhờ dư luận trong nước và nhờ có sự vận động của Hội Nhân quyền ngay trên đất Pháp, đầu mùa hè năm 1910, Thống đốc Nam Kỳ theo lệnh của Toàn quyền Đông Dương ra Côn Lôn thẩm vấn riêng Phan Châu Trinh. Tháng 8 năm đó ông được đưa về đất liền. Tại Sài Gòn, một hội đồng xử lại bản án cho ông được ân xá, nhưng buộc xuống Mỹ Tho chịu quản thúc. Ở đây, ông làm nhiều bài thơ về các nhân vật tên tuổi của Nam Kỳ.
Bởi không hoạt động gì được, ông viết thư cho Toàn quyền Đông Dương đòi được sang Pháp hoặc trở lại Côn Lôn, nhất định không chịu cảnh bị giam lỏng ở Mỹ Tho nữa. Vì vậy, nhân có nghị định ngày 31 tháng 10 năm 1908 của chính phủ Pháp về việc lập một nhóm giảng dạy tiếng Hán tại Pháp, năm 1911, chính quyền Đông Dương cử một đoàn giáo dục Đông Dương sang Pháp, có cả Phan Châu Trinh và con trai là Phan Châu Dật.

### Sang Pháp, bị giam lần thứ hai
Sang Pháp, việc đầu tiên của ông là đưa cho Hội Nhân quyền Pháp bản điều trần về vụ trấn áp những người dân chống sưu thuế tại Trung Kỳ năm 1908 (thường gọi là Trung Kỳ dân biến thủy mạt ký).
Sau đó, ông còn lên tiếng tố cáo tình trạng các tù nhân ở Côn Lôn bị đối xử tồi tệ, và nhờ Liên minh cầm quyền, Đảng Xã hội Pháp can thiệp nhằm giảm án cho các đồng chí của mình. Ông cũng đã tiếp xúc nhiều lần với những nhân vật cao cấp ở Bộ Thuộc địa, với Albert Sarraut (sắp sang nhậm chức Toàn quyền Đông Dương) để đưa ra những dự án cải tổ nền chính trị ở Việt Nam nhưng không có kết quả, vì lúc này thế lực của thực dân hãy còn đang mạnh. Trong khoảng thời gian này, ông viết Pháp-Việt liên hiệp hậu chi Tân Việt Nam.
Ngày 28 tháng 7 năm 1914, Đế quốc Áo-Hung tuyên chiến với Serbia, mở màn cho Chiến tranh thế giới thứ nhất. Sau đó, ngày 3 tháng 8, Đức tuyên chiến với Pháp. Nhân cơ hội này, nhà cầm quyền Pháp tại Paris đã gọi Phan Châu Trinh và Phan Văn Trường (một luật sư, nhà báo người Việt chống thực dân) phải đi lính, nhưng hai ông phản đối với lý do không phải là công dân Pháp. Mấy tháng sau, chính quyền khép tội hai ông là gián điệp của Đức để bắt giam Phan Văn Trường giam ở lao Cherchemidi và Phan Châu Trinh bị giam ở nhà tù Santé (Prison de la Santé), Paris, kể từ tháng 9 năm 1914.
Do việc Phan Châu Trinh bị bắt giam nên trợ cấp giảng dạy của ông bị cắt, con ông mất học bổng, phải vừa học vừa làm. Cũng trong năm này, vợ ông là bà Lê Thị Tỵ qua đời ở quê nhà ngày 12 tháng 5 năm 1914.
Tháng 7 năm 1915, vì không đủ bằng chứng buộc tội, chính quyền Pháp phải trả tự do cho hai ông sau nhiều tháng giam giữ. Sau khi ra tù, Phan Châu Trinh đã soạn tuyển tập thơ Santé thi tập với hơn 200 bài thơ ông sáng tác trong tù.
Ra tù, Phan Châu Trinh học nghề rửa ảnh rồi làm thuê cho các hiệu chụp ảnh để kiếm sống. Trong hoàn cảnh chiến tranh, giá sinh hoạt đắt đỏ, cảnh ngộ của hai cha con rất đỗi cơ cực. Chẳng lâu sau, Phan Châu Dật phải bỏ học về nước vì bị lao ruột và qua đời tại Huế ngày 14 tháng 2 năm 1921, được đem về an táng cạnh mộ mẹ tại Tây Lộc (Tiên Phước, Quảng Nam).
Ngày 19 tháng 6 năm 1919, Phan Châu Trinh cùng với Phan Văn Trường, Nguyễn Thế Truyền và Nguyễn Tất Thành soạn bản "Yêu sách của nhân dân An Nam" gửi cho Hội nghị Versailles, ký tên chung là "Nguyễn Ái Quốc", và đã gây được tiếng vang. Tuy nhiên Phan Châu Trinh không tán thành với con đường đi theo chủ nghĩa cộng sản của Nguyễn Tất Thành. Phan Châu Trinh khuyên Nguyễn Tất Thành không nên ảo tưởng về sự hỗ trợ của người Pháp, kể cả đảng Xã hội Pháp, về vấn đề Việt Nam.
Năm 1922, khi vua Khải Định sang Pháp dự đấu xảo Marseille, ông viết một bức thư dài buộc tội vua Khải Định 7 điều, quen gọi là Thất Điều Trần hay Thư Thất Điều, khuyên vua về nước gấp, đừng làm nhục quốc thể. Cũng trong năm này, ông viết bài Tỉnh quốc hồn ca mới. Xuyên suốt tác phẩm này vẫn là một đường lối cải cách dân chủ, vẫn là thực trạng tăm tối của xã hội thực dân phong kiến và những thủ đoạn tàn bạo của chính sách thuộc địa ở Việt Nam.
Thấy hoạt động ở Pháp không thu được kết quả gì, đã nhiều lần ông yêu cầu chính phủ Pháp cho ông trở về quê hương, nhưng đều không được chấp thuận. Mãi đến năm 1925, khi thấy sức khỏe ông đã suy yếu, nhà cầm quyền Pháp mới cho phép ông về nước. Khoảng thời gian này, ông viết cuốn Đông Dương chính trị luận.

### Về nước rồi qua đời

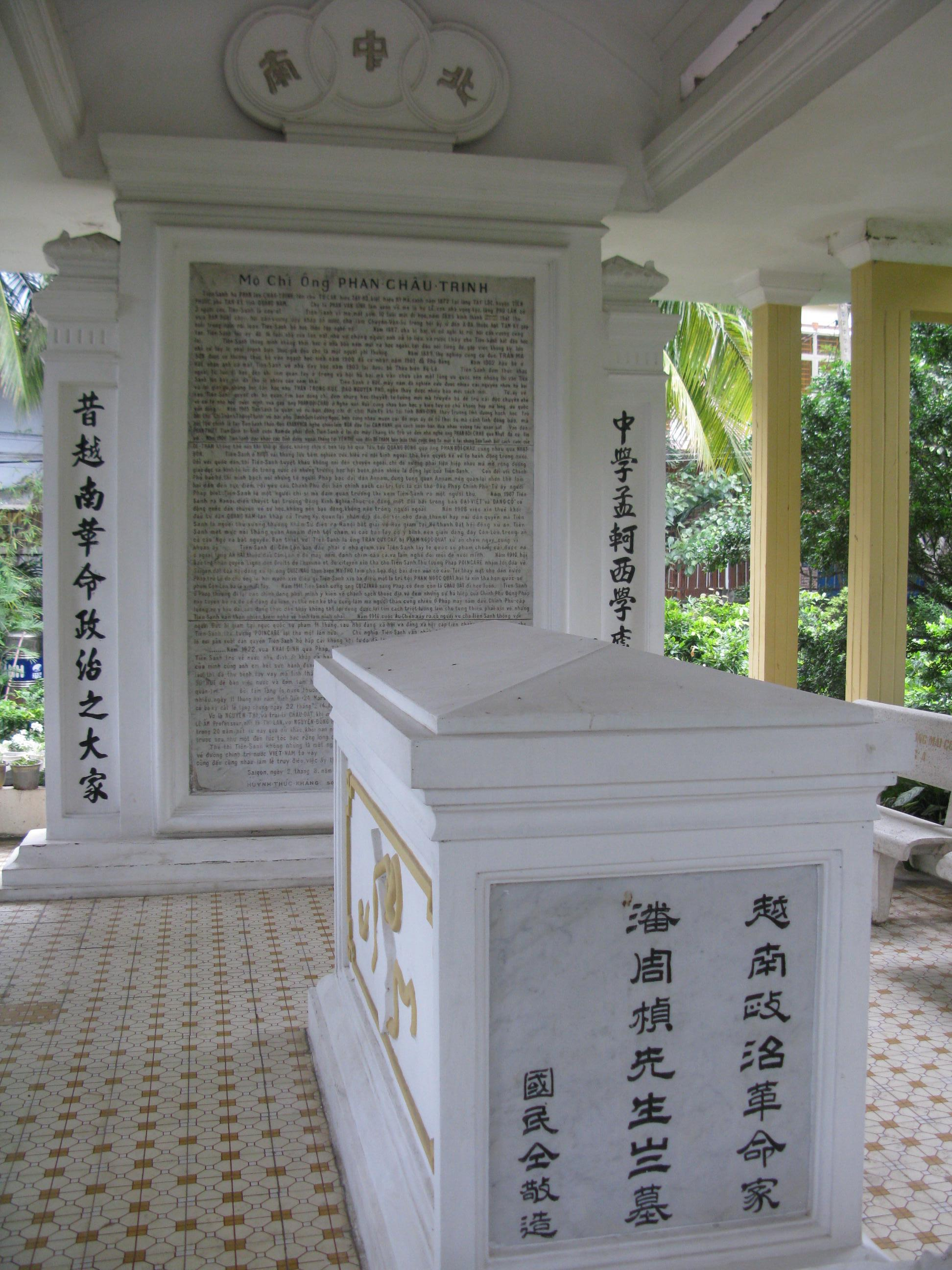
Mộ Phan Châu Trinh tại Tân Bình, Thành phố Hồ Chí Minh

Ngày 29 tháng 5 năm 1925, Phan Châu Trinh cùng nhà cách mạng trẻ Nguyễn An Ninh xuống tàu rời nước Pháp, đến ngày 26 tháng 6 cùng năm thì về tới Sài Gòn. Sau đó, ông Ninh đưa ông về thẳng khách sạn Chiêu Nam Lầu của cha mình là ông Nguyễn An Khương. Ở đây mấy ngày thì ông về ở tại nhà riêng của ông Khương ở Mỹ Hòa để tiện việc tiếp đón bạn bè đến thăm và trao đổi công việc, đồng thời cũng để tiện cho ông Nguyễn An Cư (chú của ông Ninh, một lương y nổi tiếng) chăm sóc sức khỏe. 
Tuy bị bệnh nhưng Phan Châu Trinh cố gắng diễn thuyết thêm hai đề tài là Đạo đức và luân lý Đông Tây, Quân trị chủ nghĩa và dân trị chủ nghĩa. Hai bài này đã có tác động không nhỏ đến thế hệ trẻ tại Sài Gòn, trong đó có Tạ Thu Thâu. Thân sĩ khắp ba kỳ năng lui tới nơi ở của Phan Châu Trinh, như Trần Huy Liệu và Nguyễn Văn Đính (Bắc Kỳ), Nguyễn Trọng Hy và Huỳnh Phò (Huế), Ngô Châu Danh và Trần Đình Phiên (Hội An), Hồ Tá Bang (Phan Thiết), Bùi Công Trừng (Nam Kỳ)...
Phan Châu Trinh cuối cùng nhận thấy thực dân Pháp không chấp nhận bất cứ một sự cải cách nào có lợi cho nhân dân Việt Nam, tư tưởng của ông có sự thay đổi. Bài “Đạo đức và luân lí Đông Tây” (1925) kết luận: “Nay muốn một ngày kia nước Việt Nam được tự do độc lập thì trước hết dân Việt Nam phải có đoàn thể đã. Mà muốn có đoàn thể thì có chi hay hơn là truyền bá xã hội chủ nghĩa trong dân Việt Nam”
Khi bệnh tình trở nặng (tháng 12 năm 1925), túc trực thường xuyên cạnh Phan Châu Trinh là Nguyễn An Ninh, Phan Văn Trường, Nguyễn Sinh Sắc, Huỳnh Thúc Kháng. 
Đang lúc Phan Châu Trinh nằm trên giường bệnh thì hay tin ông Ninh vừa bị mật thám Pháp đến vây bắt tại nhà vào lúc 11 giờ 30 trưa ngày 24 tháng 3 năm 1926. Ngay đêm hôm đó, lúc 21 giờ 30, ông qua đời tại khách sạn Chiêu Nam Lầu và được đem quàn tại Bá Huê lầu, số 54 đường Pellerin, Sài Gòn, hưởng dương 54 tuổi.
Lời trăn trối cuối cùng của Phan Châu Trinh với Huỳnh Thúc Kháng, được thuật lại là: 
"Độc lập của dân tộc ta sau này sở cậy có Nguyễn Ái Quốc".

### Phản ứng
Khi Phan Châu Trinh qua đời, có rất nhiều cá nhân và tổ chức gửi câu đối và thơ văn đến đám tang của ông. Trong số đó có bài điếu văn của Huỳnh Thúc Kháng, người bạn thân thiết của Phan Châu Trinh, phản ánh rõ nét cuộc đời và quan điểm chính trị của ông:
...Một đoạn lịch sử của tiên sinh hơn hai mươi năm trời, nào bị tù đày, ở nước này sang nước khác, trải bao nhiêu phen nguy hiểm, trong giây phút này không thể lược thuật lại cho được; chúng tôi xin tóm tắt lại mà nói sơ: Chủ nghĩa tiên sinh đệ nhất là đánh đổ chuyên chế, làm cho dân quyền tự do, còn cái phương pháp tiến hành thì tiên sinh thường nói rằng:
– Tình hình trong nước ta bây giờ đang vào nguy ngập, nếu muốn cải cách thì cần liên lạc đoàn thể mới được. Tiếc cho người nước mình còn đang mê mộng, đồng chí với tiên sinh chẳng được mấy người. Vì vậy mà tấm lòng bị phân hóa ra uất ức, uất ức hóa nên đại bệnh huống gì những điều mắt thấy tai nghe dễ làm cho tiên sinh cảm xúc mà đau được, chết được, thương ôi!
– Thôi, đất vàng một nắm, giấc mộng ngàn thu, sự nghiệp anh hùng, ngày nay hết cuộc. Chúng tôi chỉ mong mai sau này những người kế chí tiên sinh, làm cho vẻ vang dân tộc Việt Nam ta. Thì linh hồn tiên sinh sẽ được yên ổn mà ngậm cười nơi suối vàng.
Một Ủy ban tổ chức lễ quốc táng chí sĩ Phan Châu Trinh gồm nhiều thành viên là các nhân sĩ, trí thức đã được hình thành ngay trong đêm ông qua đời gồm:
Chủ tịch
- Bùi Quang Chiêu, Kỹ sư canh nông, Hội đồng quản hạt Nam Kỳ.

Các Ủy viên:
- Nguyễn Văn Thinh, Bác sĩ y khoa, sau năm 1945 là Thủ tướng Cộng hòa Nam Kỳ tự trị.
- Trần Văn Đôn, Bác sĩ y khoa, Hội đồng quản hạt Nam Kỳ.
- Lê Quang Liêm, Đốc Phủ sứ.
- Nguyễn Phan Long, Chủ bút La Tribune Indochinoise, Hội đồng quản hạt Nam Kỳ, Thủ tướng Quốc gia Việt Nam năm 1950.
- Trương Văn Bền, Hội đồng quản hạt Nam Kỳ.
- Nguyễn Tấn Được, Hội đồng quản hạt Nam Kỳ
- Võ Công Tồn, Hội đồng quản hạt Nam Kỳ
- Nguyễn Tấn Văn, Hội đồng thành phố Sài Gòn.
- Trương Văn Công, Hội đồng thành phố Chợ Lớn.
- Nguyễn Kim Đính, Chủ nhiệm Đông Pháp thời báo.
- Trần Huy Liệu, Chủ bút Đông Pháp thời báo.
- Nguyễn Huỳnh Điểu, Hội viên Hội đồng Canh Nông Trà Vinh.
- Nguyễn Dư Khánh, tự Khánh Ký, Nhiếp ảnh gia Sài Gòn.
- Huỳnh Đình Điển, nhân sĩ Sài Gòn.

Hơn 6 vạn người dân đã đến Sài Gòn, không phân biệt chính trị, đảng phái, tôn giáo tham dự, đã đưa linh cữu Phan Châu Trinh đến nghĩa trang của hội Gò Công tương tế lúc 6 giờ sáng ngày 4 tháng 4 năm 1926.
| “                                                              | Ngày đi chôn, dân chúng sắp hàng dài đi dọc đường Pellerin, qua Norodom, quẹo Paull Planchy đến Phú Nhuận rồi thẳng lên Tân Sơn Nhất. Hàng chục ngàn người nghiêm trang, tay đeo băng tang xếp hàng đi, có thanh niên của Đảng Jeune Annam giữ gìn trật tự suốt dọc đường. Một đám tang lớn chưa từng có ở Sài Gòn, đám tang thể hiện sự giác ngộ của quần chúng, đám tang là tấm lòng của đồng bào đối với nhà ái quốc suốt đời chỉ nghĩ đến dân. | ” |
| — Nguyễn Thị Minh, Nguyễn An Ninh – "Tôi chỉ làm cơn gió thổi" | |   |

Bất chấp sự ngăn cản của chính quyền thực dân, phong trào làm lễ truy điệu Phan Châu Trinh được tổ chức rộng rãi ở khắp ba kỳ, trở thành một sự kiện chính trị nổi bật lúc bấy giờ.
Khu mộ của ông hiện ở quận Tân Bình, Thành phố Hồ Chí Minh và được xếp hạng là Di tích lịch sử cấp quốc gia. Hiện nay, các tên Phan Châu Trinh hay Phan Chu Trinh được dùng để đặt tên cho nhiều đường phố và trường học trong khắp nước Việt Nam.

## Xu hướng cải cách
Sau khi cáo quan về quê, Phan Châu Trinh dốc lòng vào công việc cứu nước. Mặc dù rất đau xót trước cảnh thực dân Pháp ngược đãi người Việt Nam, quan điểm của Phan Châu Trinh trước mắt chưa nên đặt nhiệm vụ khôi phục chủ quyền quốc gia, độc lập dân tộc (tức đánh đuổi Pháp), mà nhiệm vụ cấp bách là phải:
- Khai dân trí: bỏ lối học tầm chương trích cú, mở trường dạy chữ Quốc ngữ cùng kiến thức khoa học thực dụng, bài trừ hủ tục xa hoa.
- Chấn dân khí: thức tỉnh tinh thần tự lực, tự cường, mọi người giác ngộ được quyền lợi và nghĩa vụ của mình, giải thoát khỏi tư tưởng chuyên chế phong kiến.
- Hậu dân sinh: phát triển kinh tế, cho dân khai hoang làm vườn, lập hội buôn, sản xuất hàng nội địa hóa,...

Cho nên sau khi ông vào Nam ra Bắc, sang Nhật, để trao đổi và tìm hiểu, cuối cùng ông nhất quyết làm cuộc cải cách duy tân cho quốc dân trong nước. Ngoài ra, ông gửi thư cho Toàn quyền Beau ngày 15 tháng 8 năm 1906, chỉ trích chính phủ Pháp không lo mở mang khai hóa cho dân mà chỉ lo thu thuế, do đó dân đã khổ càng khổ hơn. Ông đề nghị chính phủ Đông Dương nên thay đổi thái độ đối với sĩ dân nước Nam, cải tổ mọi chính sách cai trị. Bức thư đã gây tiếng vang lớn trong nhân dân, công khai nói lên tâm trạng bất mãn của dân chúng và khẳng định quyết tâm cải biến hiện trạng của đất nước.
Đối với đường lối hoạt động cứu nước của người bạn thân là Phan Bội Châu (ông gặp Phan Bội Châu vào khoảng tháng 7 năm 1904 và sau đó trở thành đôi bạn thân thiết), Phan Châu Trinh rất hoan nghênh việc bạn và tổ chức của bạn (Duy Tân hội) đã vận động được một số học sinh ra nước ngoài học tập và phổ biến những tài liệu tuyên truyền giáo dục quốc dân trong nước. Song, ông phản đối chủ trương bạo động và tư tưởng bảo hoàng của Phan Bội Châu.
Tôn Quang Phiệt nhận xét về chủ trương của Phan Châu Trinh như sau:
Phan Chu Trinh hô hào: Không bạo động, bạo động là chết… Phan Chu Trinh đã muốn thực hiện chương trình khai dân trí, xướng dân quyền của dân mình; dân đã khôn ngoan tiến bộ về mọi mặt, đã biết dùng quyền của mình thì mới có thể độc lập được. Tuy nhiên, cứ lấy tư cách một người thân sĩ chân không mà hô hào cải lương thì làm sao mà được toàn dân hưởng ứng, toàn dân thực hiện được; mà toàn dân không hưởng ứng, không thực hiện, thì cải lương với ai?
Cả hai phái bạo động và cải lương đều thất bại, vì lúc đó nước ta chưa đủ điều kiện chủ quan và khách quan để đuổi được ngoại xâm giành được độc lập. Tuy nhiên, cách mạng võ trang của Phan Bội Châu được người sau noi theo và đã thành công. Các nhà hoạt động cách mạng thường nói "thất bại là mẹ thành công", trường hợp này rất đúng. Còn chủ trương cải lương của Phan Chu Trinh thì bị thất bại và bị phá sản luôn, sau Phan Chu Trinh những nhà chân chính ái quốc của nước ta không ai đi theo con đường ấy nữa.
Phan Văn Trường (nhà yêu nước cùng thời với Phan Chu Trinh, từng là luật sư Tòa án Paris) viết:
Phan Chu Trinh là một người rất kiên trì, đeo đẳng... Ông vẫn tiếp tục lui tới những nơi làm việc của Bộ Thuộc địa, tìm cách gần gũi những viên chức cao cấp phụ trách về Đông Dương để bày tỏ lòng trung thành của ông, nhưng ông vẫn bị chính quyền Pháp thừa lúc ban hành tình trạng chiến tranh để buộc ông và tôi vào tội có âm mưu chính trị chống lại nước Pháp và tống cả hai vào ngục suốt 11 tháng
Cũng tưởng rằng sau những bài học thấm thía ấy ông Phan Chu Trinh sẽ tỉnh mộng chia tay với tật lạc quan của ông và sẽ vĩnh viễn từ bỏ cái hy vọng được chính quyền thuộc địa chiếu cố thương yêu trở lại. Nhưng sự thật không phải thế. Ông có một thứ triết lý riêng của ông, ông lại vẫn chứng nào tật ấy, làm như chẳng có việc gì xảy ra cả, vẫn tiếp tục lui tới văn phòng Bộ Thuộc địa, vẫn tìm cách gần gũi những người đã bức hại ông...
Ông Phan Chu Trinh rất thông minh, rất dễ mến, rất tốt với bạn bè, nhưng những đức tính nầy không đủ để giúp ông trở thành một nhà cách mạng.
Tuy khâm phục lòng ái quốc của Phan Châu Trinh, nhưng Nguyễn Ái Quốc cho rằng chủ trương cách mạng của Phan Châu Trinh chỉ thích hợp với các nước đã có được độc lập, chứ không thể nào đạt được trong bối cảnh lịch sử Việt Nam khi đó. Phan Châu Trinh đả kích hệ thống quan lại mục nát, tham nhũng và bất lực nhưng không thấy chính sách sử dụng bộ máy quan liêu phong kiến như vậy là bản chất của thực dân Pháp nhằm nô dịch dân chúng thuộc địa. Phan Châu Trinh cố thuyết phục chính phủ thực dân Pháp thay đổi chính sách, cải cách hệ thống quan lại, mở rộng dân chủ và nâng cao dân trí, ý định của ông là khi dân trí nâng cao, tinh thần tự cường tốt thì người dân Việt Nam sẽ mạnh lên, và khi đủ mạnh thì người Việt sẽ quay sang chống lại Pháp để giành độc lập. Nhưng Phan Châu Trinh không thấy được rằng Thực dân Pháp cũng hiểu rất rõ ý định của ông, và không đời nào Pháp lại chấp nhận thi hành những chính sách gây nguy cơ đe dọa đến việc cai trị thuộc địa của họ, nên sự thuyết phục của Phan Châu Trinh sẽ không thể nào thành công. Phan Châu Trinh nhìn thấy sự thành công của Minh Trị duy tân tại Nhật Bản, nhưng ông bỏ qua thực tế rằng cuộc cải cách ở Nhật Bản được tiến hành khi họ vẫn duy trì được nền độc lập và có Thiên hoàng làm lãnh tụ, còn Việt Nam thì đã trở thành thuộc địa gần 30 năm và cũng chẳng có ai đủ khả năng làm lãnh tụ cải cách (vua Nguyễn đã bị Pháp khống chế chặt chẽ). Vì những lẽ đó, Nguyễn Ái Quốc cho rằng: 
"Cụ Phan Châu Trinh chỉ yêu cầu người Pháp thực hiện cải lương, đó là sai lầm chẳng khác gì đến xin giặc rủ lòng thương".
Về sau, việc Phan Châu Trinh bị mật thám Pháp bắt giam năm 1914 và bị cấm về nước cho tới cuối đời, sự nghiệp vận động cách mạng của ông cũng chấm dứt. Ông để lại nhiều bài diễn thuyết thể hiện tư tưởng yêu nước, nhưng về thành tựu chính trị thì ông chưa đạt được gì. Sự thất bại của Phan Châu Trinh đã chứng minh những nhận định của Nguyễn Ái Quốc là xác đáng.

## Tác phẩm
- Đầu Pháp chính phủ thư (1906)
- Hiện trạng vấn đề (1907)
- Hợp quần doanh sinh thuyết quốc âm tự (1907)
- Tây Hồ thi tập (tập hợp thơ làm trong nhiều năm)
- Tuồng Trưng Nữ Vương (soạn chung với Huỳnh Thúc Kháng và Phan Thúc Duyện năm 1910)
- Trung Kỳ dân biến tụng oan thủy mạt ký (1911)
- Santé thi tập (gồm hơn 200 bài thơ, soạn trong tù tại Pháp, 1915)
- Thư thất điều (thư vạch 7 tội của vua Khải Định, 1922)
- Giai nhân kỳ ngộ diễn ca (gồm hơn 7.000 câu thơ lục bát, soạn 1912-1913)
- Tỉnh quốc hồn ca I, II (phần I, làm khi ở Việt Nam (1907), phần II, làm khi sang Pháp (1922). Đây là thơ hiệu triệu, thức tỉnh đồng bào, tạo dân khí mạnh, đề cao dân quyền)
- Bức thư trả lời cho người học trò tên Đông (1925)
- Đông Dương chính trị luận (1925)
- Đạo đức và luân lý Đông Tây (1925)
- Quân trị chủ nghĩa và Dân trị chủ nghĩa (1925)

Ngoài ra, ông còn có các bài diễn thuyết và một số thơ (không nằm trong Tây Hồ thi tập) và câu đối chữ Hán ông làm từ 1902 – 1912...

## Trích dẫn
| “ | ...xin có lời khuyên với đồng bào chỉ nên trông cậy ở chính mình, chớ vọng ngoại vì vọng ngoại ắt là chết. Hãy coi trọng nền hòa bình của đất nước nếu chúng ta không muốn mua lấy cái chết. Những sự giải thoát của chúng ta là nằm chủ yếu trong sự học hành, mở mang trí tuệ. | ” |

| “ | (…) Dân tộc nước Nam, trên lịch sử, có hai đặc tính cực đoan phản đối nhau: một là đặc tính bài ngoại và ỷ ngoại; hai là đặc tính tự tôn và tự ti. Hai đặc tính đó sẵn ở quốc dân, trong não mọi người. Mỗi cái nhân thời thế, địa vị của nó mà phát hiện, rồi trong khi phát hiện lại đều đi tới cực đoan, lại khi đã tới cực đoan, mỗi cái đều giữ lý do, chuyên cậy vào tập quán, lợi hại đều bị che lấp không thấy. | ” |

| “ | (…) Nước Nam đã lâu nay học thuyết sai lầm, phong tục hư hỏng, không có liêm sỉ, không có kiến thức, trong cùng một làng một ấp cũng xâu xé lẫn nhau, cùng nòi cùng giống, vẫn coi nhau như thù hằn; cho dẫu ai có muốn lo toan việc lớn, chưa kể rằng không có chỗ mà nương thân, không có khí giới mà dùng, không có tiền của mà tiêu, giả phỏng Chính phủ cho mượn dăm nghìn khẩu súng, cấp đất vài tỉnh cho ở, không thèm hỏi đến, tha hồ muốn gì thì làm, chỉ độ dăm năm, thật là báo thù lẫn nhau, đến chết hết mới thôi, quyết không thể sống nổi trong cái thế giới này, lại còn chống cự ai được nữa ? | ” |

| “ | (…) Nước Việt Nam mấy nghìn năm nay chỉ trông vào nghề làm ruộng, việc chăn nuôi cùng dâu tằm cũng chưa thành nghề riêng còn nghề công, nghề thương thì đành thua kém nhiều, không phải bàn đến nữa. Xưa kia suốt các hạng người trong nước, toàn là lười biếng cẩu thả, gặp sao hay vậy, triều đình thì không lo tính đến việc mở mang thực nghiệp, ở chốn hương thôn thì phần nhiều là quân du thủ du thực, nguồn lợi không thông, mối lợi lấp hết, vì thế cho nên các ngạch thuế đều thu nhẹ cả. Gặp năm đói kém, thì hoặc phát tiền hoặc cho vay gạo, dân ngu không có nghề nghiệp, chỉ hong hóng ngồi đợi người nuôi. Đến bây giờ khắp trong nước biết bao nhiêu người đất bỏ hoang và dân vô nghệ, chính trị thì đổ nát, nhân dân thì ngu lười, đã trải qua bao nhiêu năm như thế rồi. | ” |

## Đánh giá

### Tại Việt Nam
- Chủ tịch Hồ Chí Minh:

Năm 1926, có một sự thức tỉnh trong toàn quốc tiếp theo sau cái chết của một nhà quốc gia chủ nghĩa già – Phan Châu Trinh. Khắp trong nước đều có lễ truy điệu... Chữ "Chủ nghĩa Quốc gia" từ đó được nói và viết công khai. Những giáo viên người Pháp tìm cách ngăn cấm học sinh tham gia các cuộc meeting đó. Nam nữ học sinh ở nhiều trường, đặc biệt là Sài Gòn là nơi tổ chức đám tang, đã tuyên bố bãi khóa. Hai mươi ngàn người đi theo linh cữu mang biểu ngữ viết những khẩu hiệu có tính chất quốc gia chủ nghĩa. Người An Nam chưa hề được chứng kiến một việc to lớn như vậy bao giờ trong lịch sử.
- Nguyễn Ái Quốc cho rằng: "Cụ Phan Châu Trinh chỉ yêu cầu người Pháp thực hiện cải lương, đó là sai lầm chẳng khác gì đến xin giặc rủ lòng thương"
- Nhà thơ Tố Hữu:

Muôn dặm đường xa biết đến đâu?
Phan Châu Trinh lạc lối trời Âu.
- Học giả Nguyễn Hiến Lê:

Cụ Tây Hồ là người mở đường cho phong trào Duy Tân ở nước ta. Lập Nghĩa Thục, một phần công lớn là của Cụ, gây tư tưởng mới ở Quảng Nam là Cụ, đi khắp nơi diễn thuyết là Cụ, khuyên quốc dân cắt tóc là Cụ, liệng cái Phó bảng mà lập ra hiệu buôn cũng là Cụ, bỏ tục nhuộm răng, vận âu phục bằng nội hóa thì người đầu tiên cũng lại là Cụ.
- Giáo sư Trần Văn Giàu:

Qua những vấn đề tư tưởng yêu nước của Phan Châu Trinh được sơ bộ phân tích, có thể thấy rằng đường lối khai dân trí, chấn dân khí, hậu dân sinh, đường lối chống chủ nghĩa thực dân Pháp nhằm giành lại độc lập tự chủ, lập chế độ quân chủ lập hiến hay chế độ cộng hòa dân chủ, và nhằm đưa nước nhà phát triển theo Tây phương, thực chất là tư tưởng tư sản chứ không phải cái gì khác. Tư tưởng dân chủ tư sản ở Tây phương đầu thế kỷ XX rõ ràng là đã lạc hậu quá rồi bởi vì bấy giờ Tây phương đứng trước ngưỡng cửa của cách mạng vô sản, xã hội chủ nghĩa. Nhưng đối với Đông phương nói chung, với Việt Nam nói riêng, tư tưởng dân chủ tư sản hãy còn đóng vai trò tiến bộ, còn có một ý nghĩa cách mạng, bởi vì Đông phương và Việt Nam lúc này còn phải làm cuộc cách mạng dân chủ tư sản.
- Nhà sử học Phạm Văn Sơn:

Chủ trương của Phan Châu Trinh là muốn thi hành một chính sách cải lương cho dân tộc Việt Nam... Chủ trương của ông quả là không tưởng... Về sau này, nhờ sống 15 năm trên đất Pháp, ý thức cách mạng của ông đã tiến bộ nhiều qua bài diễn thuyết về đề tài "Quân trị và dân trị" vào đêm 19 tháng 11 năm 1925 tại Sài Gòn.
Dù có những nhận định khác nhau về lập trường chính trị Phan Châu Trinh, nhưng không ai không công nhận ông là một người có tư tưởng dân chủ sớm hơn hết ở Việt Nam.
- Nhóm tác giả sách Đại cương lịch sử Việt Nam:

Phan Châu Trinh là một tấm gương sáng trong phong trào Duy Tân đầu thế kỷ 20. Ông là một nhà nho yêu nước có nhiều suy nghĩ tiến bộ. Có thể xem ông là người có tư tưởng dân chủ sớm nhất trong số các nhà nho yêu nước tiến bộ đầu thế kỷ 20.
Đặc biệt hơn nữa là con đường ông chọn là con đường dấn thân tranh đấu nhưng ôn hòa, bất bạo động. Đây là điểm khác biệt chính giữa ông và Phan Bội Châu. Phan Châu Trinh xem vấn đề dân chủ còn cấp bách hơn độc lập và tin rằng có thể dùng luật pháp, cách cai trị có quy củ theo kiểu Âu Mỹ để quét sạch những hủ bại của phong kiến. Với tinh thần yêu nước nồng nhiệt, suốt đời gắn bó với vận mệnh đất nước, với cuộc sống sôi nổi, gian khổ và thanh bạch, ông xứng đáng để hậu thế ngưỡng mộ..
- Giáo sư Trần Ngọc Vương:

khác với chủ trương cầu viện ở nước ngoài của Phan Bội Châu và nhiều người, Phan Châu Trinh lại chủ trương "Ỷ Pháp cầu tiến bộ" (Dựa vào người Pháp để cải tạo xã hội). Ở đây, Phan Châu Trinh đã nhận ra mặt thứ hai của Chủ nghĩa thực dân, ấy là mặt xây dựng chứ không chỉ là mặt phá hoại. Tôi cho đó là cái nhìn tiến bộ và xa hơn rất nhiều so với Phan Bội Châu.
Từ góc độ của mình Phan Châu Trinh nhìn ra đường hướng "Ỷ Pháp cầu tiến bộ" không phải là đường hướng không sáng suốt. Chúng ta chứng kiến một thực tế về sau này là chính hệ thống giáo dục của nước Pháp đã đào tạo ra một đội ngũ trí thức mà chúng ta vẫn gọi là "thế hệ vàng của trí thức Việt Nam". Và chính những trí thức này sau đó đã góp một phần rất lớn trong việc loại bỏ Chủ nghĩa thực dân và tạo nền móng cho một xã hội hiện đại tại Việt Nam. Có nhìn như thế thì mới thấy hết cái viễn kiến, tầm nhìn của Phan Châu Trinh lúc bấy giờ.
- Giáo sư Huỳnh Lý:

Phan Châu Trinh là một con người hoạt động, một chí sĩ yêu nước nồng nhiệt, dũng cảm, bất khuất, có đầu óc tổ chức và đầy sáng kiến, có những chủ trương dứt khoát và mạnh bạo, như chủ trương cần phải lật đổ bộ máy phong kiến chứ không thể dựa vào nó, cần phải nâng trình độ nhân dân lên về mọi mặt: dân quyền, dân sinh, dân chủ, và muốn thế phải làm một cuộc vận động "tự lực khai hóa" rộng lớn...
Tuy nhiên, vào thời điểm lịch sử của ông, khi thế lực của chủ nghĩa thực dân trên toàn cầu còn rất mạnh, việc ông yêu cầu hết chính phủ ở Đông Dương đến chính khách tư sản ở Pháp, thực hiện cải cách chính trị trước sau đều vấp phải trở lực… nên cuối cùng dẫn ông đến thất bại.
Về sáng tác thơ văn, Phan Châu Trinh đã góp phần vào việc thức tỉnh nhân tâm, làm dấy lên phong trào yêu nước sôi nổi trong ba thập niên đầu thế kỷ 20.
- Theo Nguyễn Đức Sự tại Kỷ yếu Hội thảo khoa học về Phan Châu Trinh (tháng 9/1992)[24]:

Sự thực, chủ nghĩa cải lương của Phan Châu Trinh là một hiện tượng nổi bật trong xã hội Việt nam vào những thập kỷ đầu của thế kỷ XX. Nó chứng tỏ Phan Châu Trinh rất quan tâm đến sự tiến bộ và tương lai của nước nhà. Chính vì vậy mà ông muốn cải tạo xã hội Việt Nam lúc đương thời theo con đường cải lương, nghĩa là dựa vào chính phủ Bảo hộ và nước Đại Pháp văn minh để tiến hành cải cách nhằm đưa xã hội Việt Nam tiến lên phía trước. Nhưng chủ trương dựa vào Pháp để thực hành cải lương của ông đã thể hiện một sự nhận thức không đúng về chủ nghĩa tư bản đế quốc và nền văn minh tư bản chủ nghĩa. Ông không lý giải được tại sao các nước tư bản tiên tiến luôn cổ vũ nền dân chủ tự do như nước Pháp lại có thể câu kết với những thế lực phong kiến lỗi thời và phản động để nô dịch và áp bức nhân dân thuộc địa. Vì thế chủ trương dựa vào Pháp để thực hành cải lương chỉ là ảo tưởng và không thể nào đạt được mục đích.
Ông còn chỉ rõ một trong những nguyên nhân dẫn đến sự đồi bại của bộ máy quan liêu là sự "dung túng của chính phủ Bảo hộ". Duy ở đây có điều là ông không thấy chính sách sử dụng bộ máy quan liêu sâu mọt như vậy để nô dịch nhân dân là bản chất của thực dân Pháp. Vì thế ông đã cố gắng thuyết phục chính phủ Bảo hộ thay đổi chính sách và tiếp thu những đề nghị của ông về cải cách hệ thống quan lại và mở rộng dân chủ cho nhân dân. Nhưng sự thuyết phục đó không thể thành công.

### Từ bên ngoài
- Nhà sử học Daniel Héméry:

Khuôn mặt vĩ đại của Phan Châu Trinh theo tôi là khuôn mặt đáng chú ý nhất trong lịch sử văn hóa và chính trị Việt Nam ở thế kỷ XX, bởi chính ông đã xác định một cách rành mạch, sáng rõ nhất những nan đề (les problematimaques) đặt ra lâu dài mà các thế hệ người Việt Nam sẽ phải và mãi mãi còn phải đảm nhận.
- Nhà sử học David G.Marr

Như phần lớn những người khác, Phan Châu Trinh đã thụ động trong giai đoạn đầu tiếp nhận những tư tưởng ngoại lai, ít khi tự vấn mình một cách nghiêm khắc để xác định xem những cái mới bổ sung, mâu thuẫn với những cái cũ như thế nào, hay lựa chọn những cái khác, những quan niệm ban đầu. Đối với Phan Châu Trinh cái cần thiết phải có những hành động cương quyết không bao giờ được cụ thể hóa ra cả. Ông ấy cũng không bao giờ bị cưỡng bách trong việc phân biệt và lựa chọn những phương pháp (có ý thức hay không) đến mức độ như Phan Bội Châu.

## Gia đình
- Cha: Phan Văn Bình (?-1886), người làng Tây Lộc, Tiên Phước, một võ quan triều Nguyễn.
- Mẹ: Lê Thị Trung (hoặc Chung?) (?-1878), người làng Phú Lâm, Tiên Phước.
- Anh chị em: Phan Văn Cừ (anh trai), Phan Văn Uyển (anh trai), Phan Thị Ngưu (em gái). Cùng 3 người em gái cùng cha khác mẹ do ông Bình cưới vợ kế sinh ra.[1]
- Vợ: Lê Thị Tỵ (1877-1914), người làng An Sơn, Tiên Phước. Ông bà cưới nhau năm 1896 và có với nhau 3 người con:
- Con trai: Phan Châu Dật (1897-1921)
- Con gái: Phan Thị Châu Liên (1901-1996), về sau gả cho Đốc học Lê Ấm (1897-1976).
  - Cháu ngoại: Lê Thị Khoách, Lê Thị Kinh (tức Phan Thị Minh), Lê Thị Lộc, Lê Khâm (tức nhà văn Phan Tứ), Lê Thị Sương, Lê Thị Chi và Lê Thị Trang
- Con gái: Phan Thị Châu Lan (1904-1944), về sau gả cho Họa đồ Nguyễn Đồng Hợi (1900-1969)
  - Cháu ngoại: Nguyễn Thị Châu Sa (tức Phó chủ tịch nước Nguyễn Thị Bình), Nguyễn Đông Hà, Nguyễn Đông Hải, Nguyễn Thị Châu Loan, Nguyễn Đông Hồ và Nguyễn Đông Hào.